# راستینا
راستینا (به صربی: Rastina) یک منطقهٔ مسکونی در صربستان است که در Sombor Municipality واقع شده‌است. راستینا ۴۱۰ نفر جمعیت دارد.